# Jorge Kissling
Jorge Kissling (Buenos Aires, 10 de marzo de 1940 - San José de Balcarce, 28 de abril de 1968) fue un piloto de motociclismo y automovilismo argentino, que compitió en algunas carreras del Campeonato del Mundo de Motociclismo entre 1961 y 1963. Fue el primer piloto argentino de la historia en conseguir una victoria en un Gran Premio del Mundial de motociclismo.

## Biografía
Jorge Carlos Kissling comenzó muy joven en el motociclismo. Debutó el 25 de mayo de 1955, en Zárate donde obtuvo su primera victoria. Tres años después, se convirtió en figura nacional y logró su primer campeonato. En 1961 y 1962, consiguió los títulos de 125 y 500 cc. y en 1964, monopolizó la actividad al ganarlo todo además de ganar en las divisiones Standard y Formula Internacional. Durante esos años, también compitió en los Grandes Premios de su país del Mundial de Motociclismo consiguiendo la victoria en el Gran Premio de Argentina de 1961 de 500cc y segundas posiciones en las ediciones de 1962 en 125cc y de 1963 en 500cc.
Por su cuenta y sin apoyo se fue a Europa. Allí vieron sus posibilidades  y le dieron una Bultaco 125, corriendo en España, Francia e Inglaterra, con buenas actuaciones hasta que en un entrenamiento en el famoso circuito de la Isla de Man sufre un accidente muy serio, que lo obligó a su regreso a la Argentina, para la recuperación.
En 1966 recuperado de las secuelas del accidente y por consejo de la familia, arman un monoplaza para la Fórmula 4 Argentina, utilizando un Chasis Crespi y un motor BMW 700. Debuta el 23 de enero en el Autódromo de Buenos Aires donde ganaría y conseguiría tres victorias más para adjudicarse de forma contundente el campeonato argentino de Fórmula 4.
De la mano de Jorge Cupeiro, es incorporado en 1967 al equipo del ACA en la temporada internacional de Fórmula 3 Argentina. Pero no logró buenos resultados, ya que el coche no estaba a la altura. Ese año también se presentó esporádicamente a carreras de F4 y F2.

## Muerte
En 1968, da el salto al Campeonato Argentino de Turismo Carretera, donde Jorge Cupeiro le cede el Liebre Mk I-Torino de su equipo para su presentación en la Vuelta de Balcarce-Lobería. Pero un vuelco y posterior incendio del vehículo, se llevó la vida de piloto y de su copiloto, Enrique Duplán.

## Resultados en el Campeonato del Mundo de Motociclismo
Sistema de puntuación de 1950 a 1968:
| Posición | 1 | 2 | 3 | 4 | 5 | 6 |
| Puntos   | 8 | 6 | 4 | 3 | 2 | 1 |

(carreras en cursiva indica vuelta rápida)
| Año  | Clase | Equipo    | 1       | 2     | 3     | 4     | 5     | 6     | 7     | 8     | 9     | 10    | 11      | Pts. | Pos. |
| ---- | ----- | --------- | ------- | ----- | ----- | ----- | ----- | ----- | ----- | ----- | ----- | ----- | ------- | ---- | ---- |
| 1961 | 500cc | Matchless | ESP -   | GER - | FRA - | IOM - | NED - | BEL - | RDA - | ULS - | NAT - | SWE - | ARG 1   | 8    | 7.º  |
| 1962 | 125cc | Bultaco   | ESP 10  | FRA 6 | IOM - | NED - | BEL - | GER - | ULS - | RDA - | NAT - | SWE - | ARG Ret | 1    | 24.º |
| 1962 | 500cc | Matchless |         |       | IOM - | NED - | BEL - |       | ULS - | RDA - | NAT - | SWE - | ARG Ret | 0    | -    |
| 1963 | 500cc | Norton    |         |       | IOM - | NED - | BEL - | ULS - | RDA - | NAT - | FIN - | ARG 2 |         | 6    | 9.º  |
| 1964 | 500cc | Norton    | USA Ret |       | IOM - | NED - | BEL - | GER - | RDA - | ULS - | FIN - | NAT - | JPN -   | 0    | -    |